# Drimia aphylla
Drimia aphylla là một loài thực vật có hoa trong họ Măng tây. Loài này được (Forssk.) J.C.Manning & Goldblatt mô tả khoa học đầu tiên năm 2003.